# Theodor Weber (Bischof)

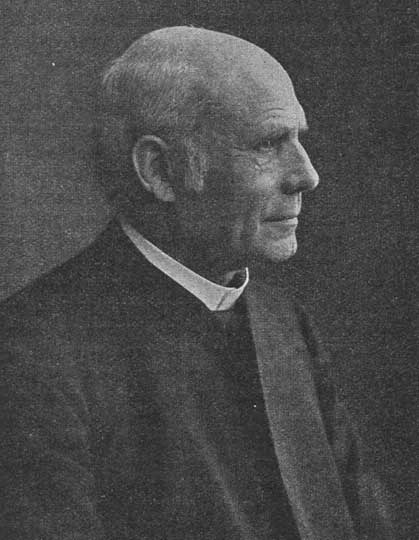
Theodor Weber (1836–1906)

Theodor Hubert Weber (* 28. Januar 1836 in Zülpich; † 12. Januar 1906 in Bonn) war der zweite Bischof der Alt-Katholischen Kirche in Deutschland.

## Leben
Theodor Weber besuchte das Gymnasium in Münstereifel und studierte in Bonn, München und Breslau. Als Student trat er dem Bonner Wingolf bei. Im Jahre 1858 promovierte er in Bonn bei Franz Peter Knoodt zum Doktor der Philosophie.
Die Priesterweihe empfing Weber 1860 in Breslau. Ab 1862 wirkte er als Kaplan in Sagan und von 1862 bis 1864 auch als Religionslehrer am Gymnasium in Sagan. Im Jahre 1868 erfolgte seine Habilitation in Breslau. Er erhielt dort 1872 eine Berufung als Professor Extraordinarius der Philosophie und wurde 1878 Professor Ordinarius. Ab April 1890 war er Professor der Philosophie in Bonn und Generalvikar von Bischof Reinkens.
Durch Bischof Eduard Herzog empfing Weber die Bischofsweihe und war ab dem 4. August 1895 Weihbischof im deutschen Bistum der Altkatholiken. Nach dem Tod von Hubert Reinkens verwaltete er das Bistum  vom 5. Januar bis zum 3. März 1896 als Bistumsverweser. Am 4. März 1896 wurde er mit 126 von 128 Stimmen zum Bischof gewählt.
In seine Amtszeit fiel die Gründung oder die Festigung der altkatholischen Vereine für Krankenschwestern, für altkatholische Waisenhäuser, für die Unterstützung der Witwen und Waisen altkatholischer Geistlicher, in den Gemeinden die Gründung von Männer- und Frauenvereinen. International wurden während seiner Amtszeit die Verhandlungen um die 1907 vollzogene Aufnahme der Polish National Catholic Church in den USA in die Utrechter Union der Altkatholischen Kirchen geführt, und mit den Orthodoxen Kirchen wurden theologische Gespräche aufgenommen.

## Wirkung
In seinen Hirtenbriefen beschäftigte Bischof Weber sich mit theologischen und exegetischen Fragen, er sprach aber auch damals aktuelle Punkte wie die Familie, das Gebet oder die soziale Frage an. Insbesondere sein soziales und ökumenisches Wirken war an der Wende vom 19. zum 20. Jahrhundert bemerkenswert.

## Werke
- Spinozae atque Leibnizii philosophiae, ratione habita libri, cui nomen est: „Réfutation inédite de Spinoza par Leibniz préc. d’un mém. par A. Foucher de Careil. Paris 1854“ critica commentatio, Dissertation, Bonn 1858.
- Schillers metaphysische Anschauung vom Menschen, entwickelt aus seinen ästhetischen Abhandlungen, in: Programm, womit zu der für Sonnabend und Montag, den 13. und 15. August im königlichen katholischen Gymnasium zu Sagan bestimmen öffentlichen Prüfung etc., Sagan 1864, S. 3–27.
- Kants Dualismus von Geist und Natur aus dem Jahr 1766 und der des positiven Christentums, Breslau 1866.
- De Hegelii notionibus finiti infinitique commentatio, Habilitationsschrift, Breslau 1868.
- Der Gehorsam in der Gesellschaft Jesu. Urkundlich dargestellt, Breslau 1871.
- Staat und Kirche nach der Zeichnung und Absicht des Ultramontanismus. Urkundlich dargestellt, Breslau 1873.
- Wesen und Wert des deutschen Altkatholizismus. Offenes Wort. Sendschreiben für die deutschen Staatsregierungen und für alle, denen an einem klaren und richtigen Urteil über die altkatholische Bewegung gelegen ist, Breslau 1875.
- Emil du Bois-Reymond. Eine Kritik seiner Weltanschauung, Gotha 1885.
- Stöckls Geschichte der neueren Philosophie. Ein Beitrag zur Beurteilung des Ultramontanismus, Gotha 1886.
- Metaphysik. Eine wissenschaftliche Begründung der Ontologie des positiven Christentums, 2 Bände, Gotha 1888–1892.
- Der Staat und die Gesellschaft Jesu. Vortrag, Bonner Zeitung Nr. 339, Bonn 1890.
- Briefwechsel aus dem Jahre 1890 zwischen Theodor Weber und Bischof Korum von Trier, Bonn 1892.
- Der unchristliche Ultramontanismus und die unchristliche moderne Weltanschauung, Gotha 1900.
- Die Stellung des Altkatholizismus zur römischen Kirche, Gotha 1904.
- Trinität und Weltschöpfung. Die Grundlage des positiven Christentums, Gotha 1904.
- Artikel Knoodt, Franz Peter, in: ADB 51 (1906) 262–272.